# RTL 5
«RTL 5» —  нидерландский коммерческий телеканал, второй канал люксембургского медиаконгломерата «RTL Group» в этой стране. Начал вещание 2 октября 1993 года.

## История
Канал сначала назывался «RTL V» (где римская цифра пять была сокращением от имени «Veronica»). Начал вещание 2 октября 1993 года, став вторым телеканалом компании «RTL Group» в Нидерландах. Целевой аудиторией канала были «образованные мужчины». Показывал он тогда передачи про автомобили и мужские тележурналы. Также на него были перенесены с «RTL 4» эротические передачи.